# 道爾頓山
69°29′S 157°54′E / 69.483°S 157.900°E
道爾頓山（英語：Mount Dalton）是南極洲的山峰，位於奧次地，處於湯普森峰東南面11公里的馬圖謝維奇冰川東岸，海拔高度1,175米，現時由南極條約體系管理。